# Palaiokhórion (ort i Grekland, Grekiska fastlandet)
Palaiokhórion (Palaiochori Tymfristou) är en ort i Grekland.   Den ligger i prefekturen Fthiotis och regionen Grekiska fastlandet, i den centrala delen av landet, 180 km nordväst om huvudstaden Aten. Palaiokhórion ligger 881 meter över havet och antalet invånare är 120.
Terrängen runt Palaiokhórion är bergig. Runt Palaiokhórion är det mycket glesbefolkat, med 4 invånare per kvadratkilometer. Närmaste större samhälle är Karpenísi, 16,8 km väster om Palaiokhórion. I omgivningarna runt Palaiokhórion växer i huvudsak blandskog.